# Robert J. Mrazek
Robert Jan Mrazek (ur. 6 listopada 1945 w Newport) – amerykański polityk, członek Partii Demokratycznej.

## Działalność polityczna
W okresie od 3 stycznia 1983 do 3 stycznia 1993 przez pięć kadencji był przedstawicielem 3. okręgu wyborczego w stanie Nowy Jork w Izbie Reprezentantów Stanów Zjednoczonych.